# Ernst Hartert

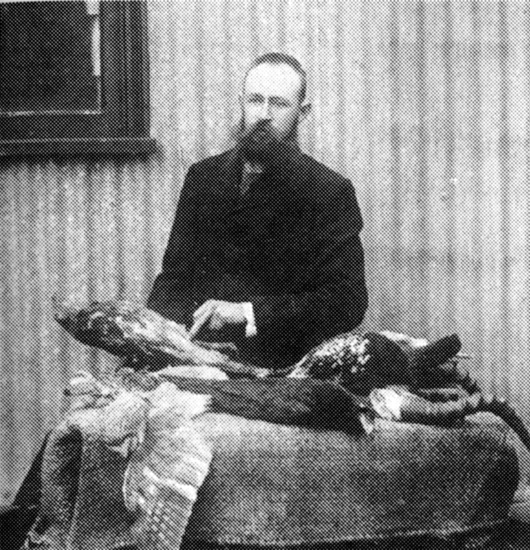
Ernst Hartert.

Ernst Johann Otto Hartert (29 de octubre de 1859-11 de noviembre de 1933) fue un ornitólogo y oólogo alemán. Hartert nació en Hamburgo. 
Fue contratado por Lionel Walter Rothschild como conservador ornitológico de su museo privado en Tring de 1892 a 1929.
En 1905 describió el pinzón azul de Gran Canaria como nueva subespecie.
Hartert publicó el diario de museo trimestral Novitates Zoologicae (1894-1939) con Rothschild, y Hand List of British Birds (1912) con Jourdain, Ticehurst y Witherby. 
Escribió también Die Vögel der paläarktishen Fauna (1903-1922) y viajó por India, África y Sudamérica de parte de su patrón.
En 1930 se retiró a Berlín, donde murió en 1933.

## Otras publicaciones
- 1891: Katalog der Vogelsammlung im Museum der Senckenbergischen Naturforschenden Gesellschaft in Frankfurt am Main

- 1897: Podargidae, Caprimulgidae und Macropterygidae.

- 1897: Das Tierreich

- 1900: Trochilidae

- 1902: Aus den Wanderjahren eines Naturforschers: Reisen und Forschungen in Afrika, Asien und Amerika, nebst daran anknüpfenden, meist ornithologischen Studien

- 1903: Ueber die Pipriden-Gattung Masius Bp.

- 1910–1922: Die Vögel der paläarktischen Fauna: Systematische Übersicht der in Europa, Nord-asien und der Mittelmeerregion vorkommenden Vögel. 3 v.

- 1920: Die Vögel Europas

## Abreviatura (zoología)
La abreviatura Hartert  se emplea para indicar a Ernst Hartert como autoridad en la descripción y taxonomía en zoología.